# William Eppelsheimer

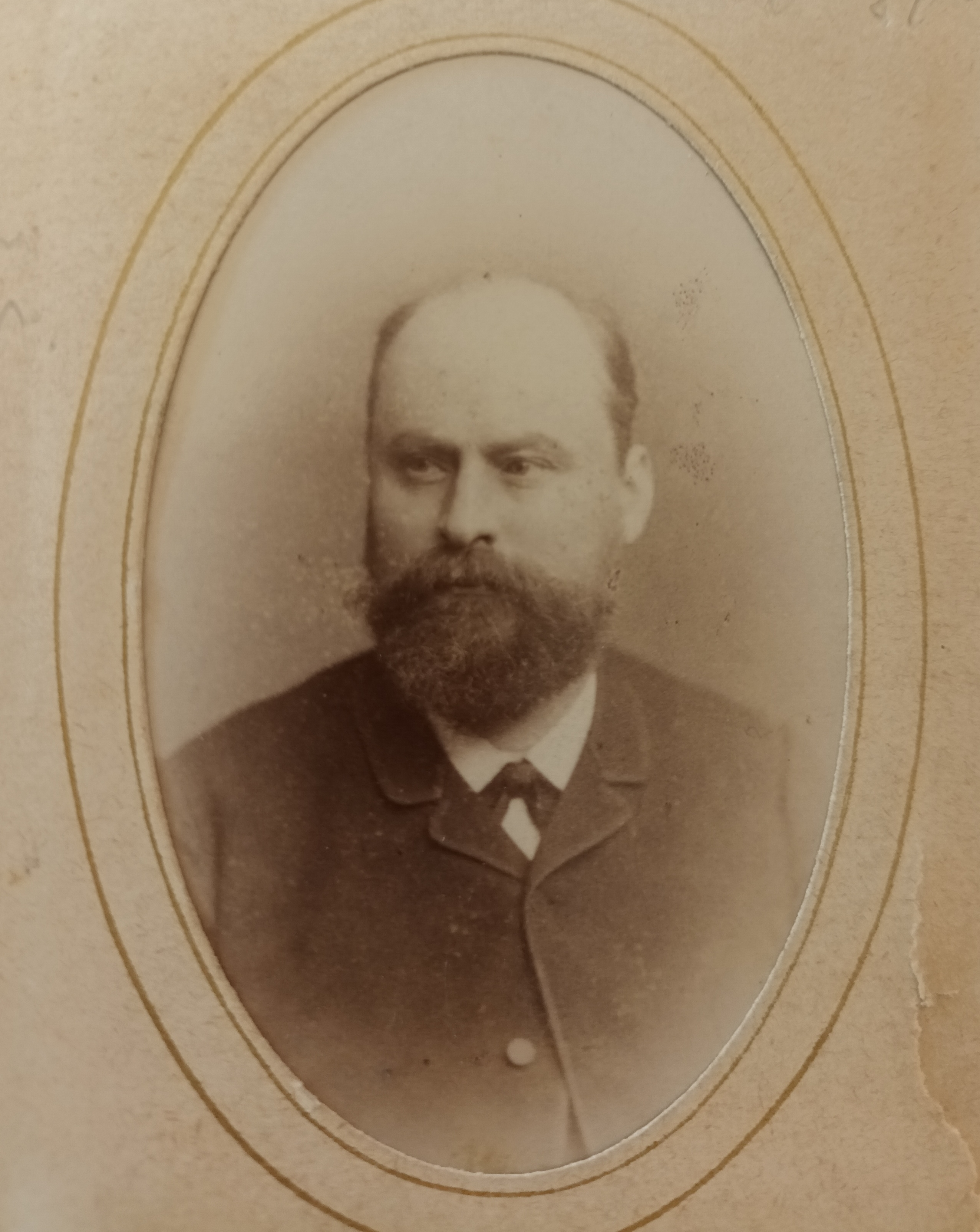
William Eppelsheimer (1842–1920)

William Eppelsheimer (* 26. Januar 1842 in Alzey; † 9. Juni 1920 in Frankfurt am Main) war ein deutscher Ingenieur.

## Biografie
Eppelsheimer trug den Vornamen Wilhelm, welchen er nach seiner Übersiedlung in die Vereinigten Staaten in William änderte.
Er studierte am Polytechnikum Karlsruhe Ingenieurswesen und war maßgeblich an der Entwicklung der Kabelstraßenbahn in den USA und später auch in England beteiligt.
Im Jahr 1868 trat er die Überfahrt auf dem HAPAG-Auswandererschiff Deutschland von Bremen nach New York an. Er reiste von dort weiter an die Westküste der USA und arbeitete als Ingenieur. Am 28. Dezember 1869 heiratete er in San Francisco Amalie (Amelia) Jenner.
Im Februar 1872 lernte er den Unternehmer Andrew Smith Hallidie kennen. Hallidie verfolgte zu dieser Zeit die Umsetzung der Idee einer Kabelstraßenbahn in einem hügeligen Teil von San Francisco. Eppelsheimer verantwortete Teile der Konstruktion und überwachte bis März 1874 den Bau eines Teils der Cable Car-Linie Clay Street Hill Railroad. Das Projekt war eine technische Pionierleistung und wirtschaftlich sehr erfolgreich. In den Folgejahren entwarf Eppelsheimer für die Chicago City Railway ein Kabelstraßenbahnnetz.
Ab 1880 arbeitete Eppelsheimer an Europas erster Kabelstraßenbahn, der Highgate Hill Cable Tramway, in London.
Im Anschluss arbeitete er ab 1885 in Edinburgh an der Planung der Edinburgh Northern Cable Tramway. Eppelsheimer kehrte dann in seine deutsche Heimat nach Kaiserslautern zurück, wo auch seine Schwester mit Familie wohnte.